# Tiwa-Sprachen
Tiwa  /ˈtiːwə/(Spanisch Tigua, auch E-nagh-magh) ist eine Gruppe von zwei, möglicherweise auch drei zusammenhängenden Kiowa-Tano-Sprachen, die von den Tiwa-Pueblos und möglicherweise den Piro-Pueblos in New Mexico gesprochen wird.

## Unterfamilien und Beziehungen
Süd-Tiwa wurde 2007 von rund 1.600  Isleta, Sandia, und Tigua gesprochen. Diese drei Gruppen haben jeweils eigene Dialekte, von denen Isleta und Sandia gegenseitig verständlich sein soll.
Die übrigen beiden Sprachen der Sprachfamilie bilden eine Untergruppe, das Nord-Tiwa. Dieses setzt sich aus den Sprachen der Taos (Sprecherzahl: 800) und Picuris (Sprecherzahl: ca. 220) zusammen.
Möglicherweise handelte es sich bei dem ausgestorbenen Piro ebenfalls um eine Tiwa-Sprache; dies ist allerdings nicht gesichert.

## Geschichte
Nach dem Pueblo-Aufstand gegen die spanischen Konquistadoren 1680 flohen manche Tigua und Piro mit den Spaniern nach Süden nach El Paso del Norte (heute Ciudad Juárez, Mexiko).  Dort gründeten sie Ysleta del Sur, Socorro und Senecú del Sur. Noch 1996 lebten ihre Nachfahren dort.